# Вулиця Демнянська
Вулиця Демнянська — вулиця у Сихівському районі міста Львова, місцевість Боднарівка. Пролягає від проспекту Святого Івана Павла II углиб житлового масиву, до гаражних комплексів (завершується глухим кутом). Прилучається вулиця Скорини.

## Назва
Від 1871 року вулиця мала назву Юстґляцівка, з 1950 року — частина вулиці Хуторівка. Сучасна назва — вулиця Демнянська, походить з 1993 року на згадку про село Демня, що на Львівщині.

## Забудова

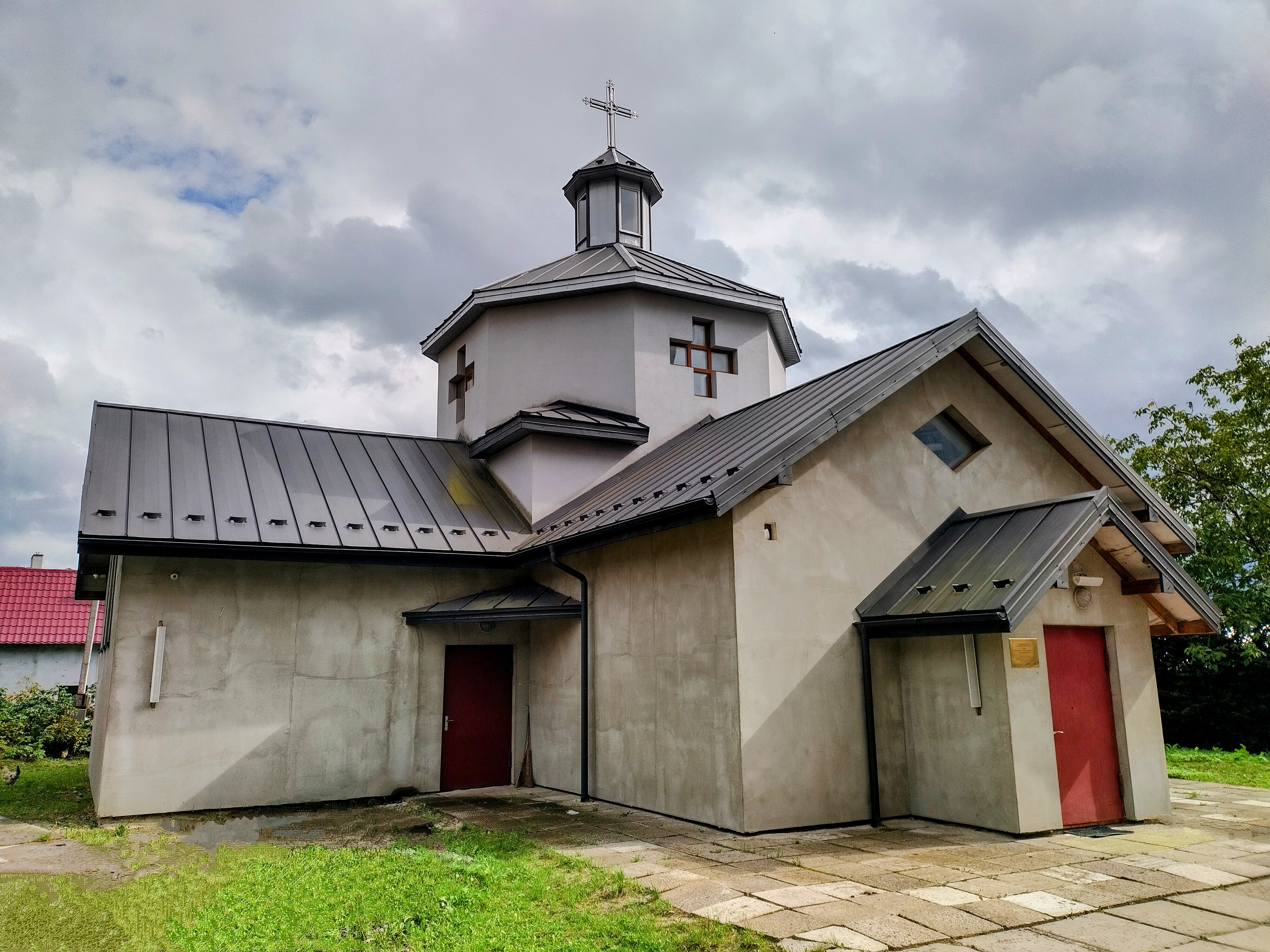
Церква Священномученика Григорія Лакоти в стані будівництва

На вулиці збереглися кілька приватних садиб, що залишилися від малоповерхової забудови місцевості Боднарівка. Житлові багатоквартирні будинки № 4, 4а, 8 та 18 зведені наприкінці 1980-х років.
Масова висотна забудова вулиці розпочалася у 1990-х роках й триває досі. Так з'явилися два багатоквартирних будинки під № 16, 16а, споруджених коштом ЛАЗу для працівників цього підприємства, трохи згодом багатоповерхівка під № 6а. Від початку 2010-х років ведеться будівництво низки сучасних багатоповерхових житлових комплексів. Зокрема, у 2012—2015 роках ТзОВ «Адамас» був споруджений та зданий в експлуатацію семисекційний житловий комплекс на 300 квартир з приміщеннями комерційного призначення, що розташований під № 26. Поряд ТзОВ «ФК „Фінбуд“» збудований ще один житловий комплекс, що має № 30. Між будинками № 6а та № 24 ТзОВ «БК „Глобус“» у 2017—2018 роках збудований житловий комплекс «Глобус-Комфорт»<, що являє собою трисекційний багатоквартирний житловий будинок з вбудованими приміщеннями громадського призначення та підземним паркінгом.
Під № 10а знаходиться гаражний кооператив «Кооперативний автогараж легкових автомобілів „Автобусник“».
Під № 8в розташована дерев'яна церква Покрови Пресвятої Богородиці (ПЦУ). Землю під будівництво церкви міська влада виділила у липні 2012 року, у грудні того ж року почалося будівництво, яке завершилося вже через вісім місяців. Освячення храму здійснив 19 жовтня 2013 року владика Макарій. Настоятель — о. Андрій Сокальчук.
2016 року при вулиці Демнянській, 10б розпочалося будівництво греко-католицького храму. 12 листопада 2017 року Високопреосвященний владика Ігор, Архиєпископ і Митрополит Львівський, здійснив чин благословення храму Блаженного священномученика Григорія (Лакоти). Храм належить до парафії Успення Пресвятої Богородиці Сихівського протопресвітерату УГКЦ. Адміністратор храму — о. Роман Стефанів.
З іншого боку вулиці Хуторівка, по сусідству з територією колишнього ЛАЗу, знаходиться будівля технологічного коледжу Національного університету «Львівська політехніка» імені В. Чорновола, що також належить до вулиці Демнянської (будинок № 15).